# U-86号潜艇 (1916年)
陛下之86号潜艇是德意志帝国海军建造的一艘中型潜艇或称U艇。它由基尔的日耳曼尼亚船厂承建，于1916年11月7日下水，至当月30日交付使用。U-86号是在第一次世界大战期间服役的329艘德国潜艇之一，曾参加过大西洋潜艇战。在其十二次巡逻中，共击沉协约国或中立国的31艘商船（89821总吨）和2艘辅助军舰（27762吨），并因非法击沉加拿大医疗船兰达弗里城堡号而闻名。战后，根据停战协议的要求，U-86于1918年11月21日被引渡至英国正式投降，之后更一度在英国皇家海军服役，直至1921年自沉于英吉利海峡。

## 设计
第一次世界大战爆发后，为了满足潜艇破交战的作战需求，德意志帝国海军潜艇局（U-Boot-Inspektion）在U-43号（战时动员型）的基础上，研发出了一种技术上更为成熟的中型潜艇。其排水量适中、性能均衡，非常适合北海和英国周边海域的作战环境。海军为此共计批出34艘订单，战术编号使用U-81至U-114号。实战证明，这一系列的潜艇具有出色的航海能力和稳定的耐用性，它们的许多布置也对后世IX級潛艇和国外一些潜艇的设计产生了影响。
U-86号为双壳体远洋潜艇，水上和水下排水量分别为808吨和946吨。其全长70.06米；舷宽6.30米，当中的耐压壳体宽为4.15米；有4.02米的吃水深度。艇只搭载有可在水上使用的两台猛狮六缸四冲程柴油发动机，总功率为2,400匹公制馬力（1,765千瓦特）；以及可在水下使用的西门子-舒克特双电动发电机，总功率为1,200匹公制馬力（883千瓦特）。这些发动机用以驱动双轴、每根轴各一个的直径1.7米长螺旋桨。它的潜航深度为50米。
U-86号在水上的最高速度达16.8節（31.1每小時），在水下的最高航速则为9.1節（16.9每小時）。它可以8節（15每小時）的速度在水上巡航11,220海里（20,780），或以5節（9.3每小時）的速度在水下巡航56海里（104）。该艇装备了四具直径为500毫米的鱼雷发射管，其中艏、艉各两具，并可携带12－16枚鱼雷；作为辅助武器的甲板炮则最初是两门88毫米30倍径速射炮，1917年又换装为一门105毫米45倍径速射炮。其标准船员编制为4名军官及31名水兵。

## 历史
U-86号是由德意志帝国海军作为F项战时订单（Kriegsauftrag F）的一部分，于1915年6月23日向基尔的日耳曼尼亚船厂订购，建造编号为256。艇只于1916年11月7日下水，至当月30日在首任艇长、海军上尉弗里德里希·克吕泽曼的指挥下正式交付使用。在克吕泽曼之后，阿尔弗雷德·格策上尉（1917年6月23日－1918年1月25日）和赫尔穆特·布吕默-帕齐希中尉（1918年1月26日－11月11日）也曾担任过U-86号指挥官。完成海试后，U-86号自1917年2月下旬起被编入分驻埃姆登和博尔库姆的第四潜艇区舰队服役，并一直隶属于该部队直至战争结束。

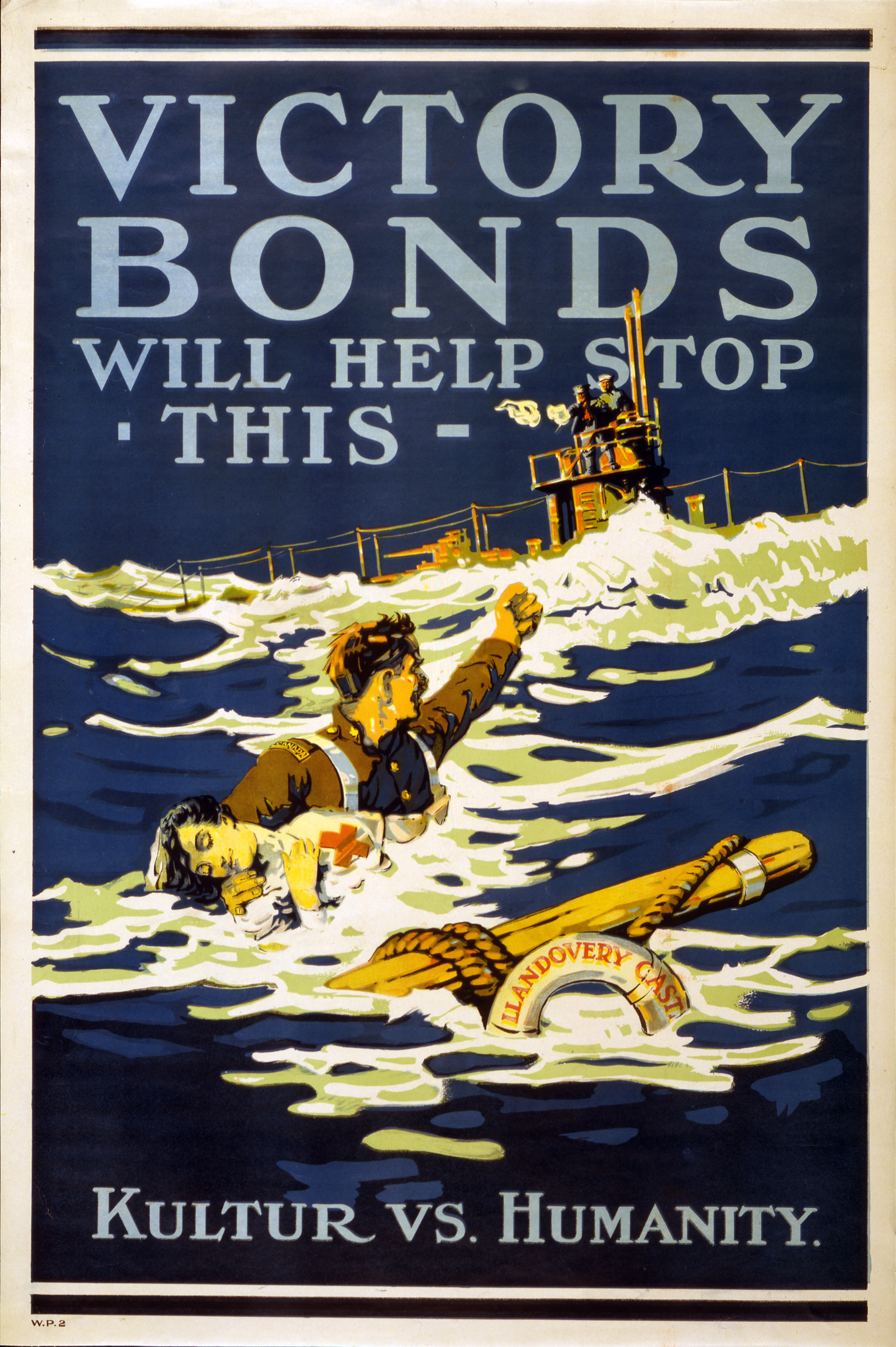
1918年，加拿大为发售战争债券而以U-86号击沉兰达弗里城堡号为卖点出版的一张宣传海报

第一次世界大战期间，U-86号在北大西洋东部的不列颠岛周边海域完成了十次巡逻；共击沉协约国或中立国的31艘商船（89821总吨）和2艘辅助军舰（27762吨）。此外，法国海军拖船利奥波德·达维利耶男爵号（Baron Leopold Davilliers）也于1917年12月15日在贝勒岛以南遭到U-86号的袭击而受损。被U-86号击沉的最大型船舶则是原以辛辛那提号（Cincinnati）之名在汉堡-美洲航运公司载客运营、后由美国海军改作运兵船的卡温顿号（16339总吨）；它在从法国前往美国的途中，于1918年7月1日在韦桑岛以西约100海里（190）处被U-86号发射的鱼雷击中，并于次日沉没，共造成6人丧生。这也是一战期间被U艇击沉的最大型船舶之一。
1918年6月27日，在时任艇长帕齐希中尉的指挥下，U-86号公然违背《国际法》和德意志帝国海军的标准作战程序，在法斯耐特岩以西击沉了已亮明身份的加拿大医疗船兰达弗里城堡号（容积11423总吨）。当后者的船员们弃船登上救生艇时，U-86号又浮出水面，撞翻了几乎所有救生艇，并向水中的逃生者开火，企图射杀所有目击者。仅余一艘救生艇上的24人幸免于难。他们随后被救起，并就发生的事件作证。兰达弗里城堡号的其余234人则全数罹难，当中包括14名护士。尽管这是一战期间最为严重的战争罪行之一，但帕齐希从未被定罪：战争结束后，帕齐希及其两名副手被提审，但前者已然逃到了但泽自由市；根据特赦法，对他的审判于1931年3月20日终止。U-86号的两名值更官则被定罪，判处四年监禁，却于四个月后提前获释。
U-86号在战争中幸存了下来，没有被击沉。战后，根据对德停战协议的要求，它于1918年11月21日移交英国，并在哈维奇正式向协约国投降。从1919年9月至1920年3月，该艇曾一度以“陛下之舰U-86号”（HMS U-86）之名在英国皇家海军服役；它与UC-92号潜艇一同在布里斯托尔展出，参观者可以付费登艇，收益则用于慈善事业。之后，U-86号被搁置在朴茨茅斯。它本应于1921年报废，然而却在1921年6月30日的转运拆解途中于英吉利海峡意外自沉。

## 袭击历史摘要

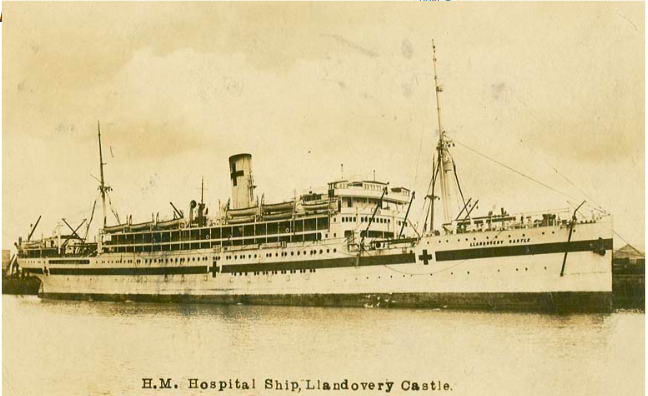
加拿大医疗船兰达弗里城堡号，于1918年6月27日被击沉

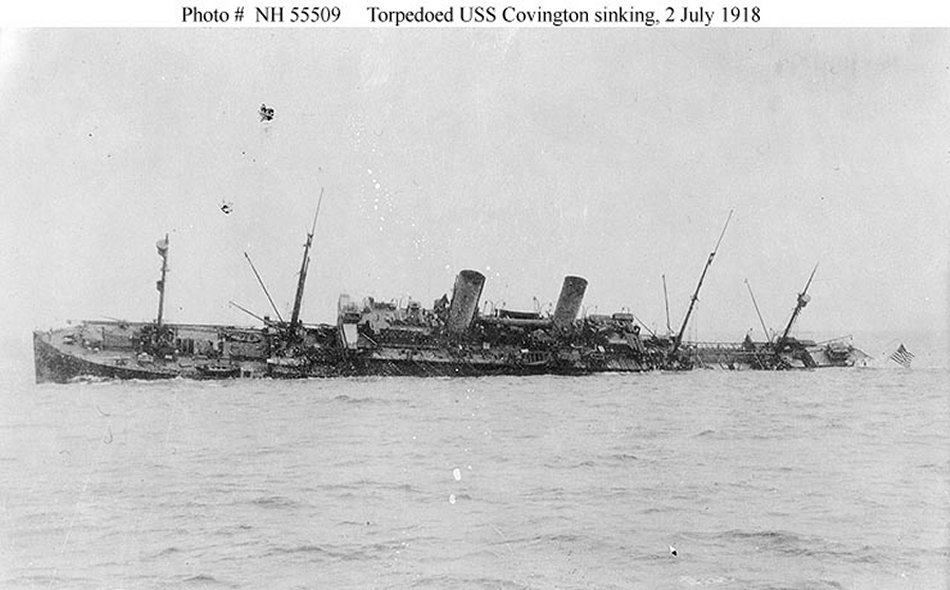
正在沉没的美国运兵船卡温顿号运兵船

| 日期           | 船名                    | 船籍         | 吨位  | 结局 |
| -------------- | ----------------------- | ------------ | ----- | ---- |
| 1917年3月23日  | 昆伯勒号                | 英国         | 165   | 击沉 |
| 1917年4月5日   | 敦刻尔克人号            | 法國         | 127   | 击沉 |
| 1917年4月5日   | 玛丽·席琳号             | 法國         | 142   | 击沉 |
| 1917年4月5日   | 西伯利亚人号            | 比利时       | 2968  | 击沉 |
| 1917年4月6日   | 罗莎琳德号              | 英国         | 6535  | 击沉 |
| 1917年4月18日  | 亚特兰大号              | 瑞典         | 1091  | 击沉 |
| 1917年5月28日  | 安底诺伊号              | 英国         | 2396  | 击沉 |
| 1917年5月28日  | 利默里克号              | 英国         | 6827  | 击沉 |
| 1917年5月29日  | 奥斯维戈号              | 英国         | 5793  | 击沉 |
| 1917年5月31日  | N·哈德茨基里亚科斯号    | 希腊         | 3533  | 击沉 |
| 1917年7月2日   | 贝茜号                  | 瑞典         | 66    | 击沉 |
| 1917年8月10日  | 五车二I号               | 挪威         | 3990  | 击沉 |
| 1917年8月13日  | 图拉基纳号              | 英国         | 9920  | 击沉 |
| 1917年12月15日 | 利奥波德·达维利耶男爵号 | 法國國家海軍 | 163   | 击伤 |
| 1917年12月20日 | 波尔瓦思号              | 英国         | 3146  | 击沉 |
| 1918年2月14日  | 贝茜·史蒂芬斯号         | 英国         | 119   | 击沉 |
| 1918年2月17日  | 松林号                  | 英国         | 2219  | 击沉 |
| 1918年2月19日  | 小麦花号                | 英国         | 188   | 击沉 |
| 1918年2月20日  | 德耶夫号                | 英国         | 1527  | 击沉 |
| 1918年2月23日  | 乌拉布兰德号            | 挪威         | 2011  | 击沉 |
| 1918年4月30日  | 卡富埃号                | 英国         | 6044  | 击沉 |
| 1918年4月30日  | 肯波克号                | 英国         | 255   | 击沉 |
| 1918年5月2日   | 梅多拉号                | 英国         | 5135  | 击沉 |
| 1918年5月5日   | 汤米号                  | 英国         | 138   | 击沉 |
| 1918年5月6日   | 利兹城号                | 英国         | 4298  | 击沉 |
| 1918年5月11日  | 圣安德烈斯号            | 挪威         | 1656  | 击沉 |
| 1918年5月12日  | 因尼斯卡拉号            | 英国         | 1412  | 击沉 |
| 1918年5月16日  | 鞑靼利亚号              | 英国         | 4181  | 击沉 |
| 1918年5月22日  | 梅兰号                  | 挪威         | 656   | 击沉 |
| 1918年6月21日  | 埃格朗蒂纳号            | 挪威         | 339   | 击沉 |
| 1918年6月26日  | 亚特兰蒂安号            | 英国         | 9399  | 击沉 |
| 1918年6月27日  | 兰达弗里城堡号          | 加拿大海軍   | 11423 | 击沉 |
| 1918年7月1日   | 卡温顿号                | 美國海軍     | 16339 | 击沉 |
| 1918年7月1日   | 俄利根号                | 英国         | 3545  | 击沉 |

## 脚注
1. 1 2 3  Helgason, Guðmundur. . German and Austrian U-boats of World War I - Kaiserliche Marine - Uboat.net.   [2014-12-07].
2. 1 2 3  Gröner 1991，第12–14頁.
3. 1 2  Helgason, Guðmundur. . German and Austrian U-boats of World War I - Kaiserliche Marine - Uboat.net.   [2014-12-07].
4. 1 2  Helgason, Guðmundur. . German and Austrian U-boats of World War I - Kaiserliche Marine - Uboat.net.   [2014-12-07].
5. 1 2  Helgason, Guðmundur. . German and Austrian U-boats of World War I - Kaiserliche Marine - Uboat.net.   [2014-12-07].
6. ↑  陈进，第71頁.
7. ↑  Herzog，第50頁.
8. ↑  Herzog，第48頁.
9. ↑  Herzog，第139頁.
10. ↑  Herzog，第123頁.
11. ↑  Herzog，第68頁.
12. ↑  Helgason, Guðmundur. . German and Austrian U-boats of World War I - Kaiserliche Marine - Uboat.net.   [2021-11-20].
13. 1 2  Herzog，第119頁.
14. ↑  Helgason, Guðmundur. . German and Austrian U-boats of World War I - Kaiserliche Marine - Uboat.net.   [2021-11-20].
15. ↑  Helgason, Guðmundur. . German and Austrian U-boats of World War I - Kaiserliche Marine - Uboat.net.   [2021-11-17].
16. ↑  Hankel，第452-464頁.
17. ↑  Helgason, Guðmundur. . German and Austrian U-boats of World War I - Kaiserliche Marine - Uboat.net.   [2021-11-20].
18. ↑  . The Red Duster. （原始内容存档于2013-10-30）.
19. ↑  Harald Wiggenhorn. . Die Zeit. 1996-08-16  [2021-11-20]. （原始内容存档于2021-11-20）.
20. ↑  .   [2021-11-20]. 原始内容存档于2013-03-10.
21. ↑  Herzog，第90頁.
22. ↑  Dodson & Cant，第20, 21, 51, 54, 101, 124頁.
23. ↑  Helgason, Guðmundur. . German and Austrian U-boats of World War I - Kaiserliche Marine - Uboat.net.   [2014-12-07].